# 音楽制作博物館

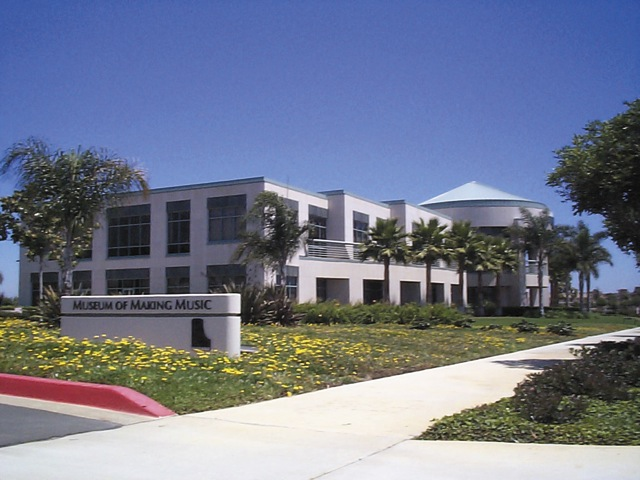
音楽制作博物館

音楽制作博物館（おんがくせいさくはくぶつかん、The Museum of Making Music）は、アメリカ合衆国カリフォルニア州カールスバッドにある、国内国歳入庁の内国歳入規則 (Internal Revenue Code) 501(c)(3) に基づく非営利団体で、NAMM財団 (NAMM Foundation) の一部門である。博物館は、2000年3月5日に開館した。その目的は、「音楽製作の豊かな歴史を顕彰し、未来を拓く (celebrate the rich history and encourage the future of music making)」ことにある。
この博物館は、1890年代から現代に至るアメリカ合衆国におけるポピュラー音楽の歴史や、楽器の製造業や販売業、音楽制作業の歴史などに関する展示を公開している。この博物館の展示室には、450以上のヴィンテージ楽器やその他の品々が展示されており、視聴可能な何百曲ものポピュラー音楽作品のサンプルも用意されているほか、様々な実演や、楽器に直接手で触れることができる機会など、訪問者がインタラクティブに楽しめるエリアも用意されている。
博物館は、公開の行事も開催しており、パフォーマンスやレクチャーを通して音楽制作の伝統の意義を聴衆が楽しみながら学び取れる機会を提供している。